# Regeringen Schoof
Regeringen Schoof är Nederländernas nuvarande regering. Regeringen svors in den 2 juli 2024. Premiärminister är den obundna politikern och ämbetsmannen Dick Schoof. Regeringen bildades av Partiet för frihet (PVV), Folkpartiet för frihet och demokrati (VVD), Nytt socialt kontrakt (NSC) och Bondemedborgarrörelsen (BBB) efter valet 2023.

## Ministrar
| Titel                    | Minister       | Minister       | Minister | Period      | Period    |
| Titel                    | Bild           | Namn           | Parti    | Start       | Slut      |
| ------------------------ | -------------- | -------------- | -------- | ----------- | --------- |
| Premiärminister          | Dick Schoof    | Dick Schoof    | Obunden  | 2 juli 2024 | Nuvarande |
| 1:e vice premiärminister | Fleur Agema    | Fleur Agema    | PVV      | 2 juli 2024 | Nuvarande |
| 2:e vice premiärminister | Sophie Hermans | Sophie Hermans | VVD      | 2 juli 2024 | Nuvarande |
| 3:e vice premiärminister | Eddy van Hijum | Eddy van Hijum | NSC      | 2 juli 2024 | Nuvarande |
| 4:e vice premiärminister | Mona Keijzer   | Mona Keijzer   | BBB      | 2 juli 2024 | Nuvarande |

| Titel                                                   | Minister         | Minister         | Minister | Period      | Period    |
| Titel                                                   | Bild             | Namn             | Parti    | Start       | Slut      |
| ------------------------------------------------------- | ---------------- | ---------------- | -------- | ----------- | --------- |
| Premiärminister                                         | Dick Schoof      | Dick Schoof      | Obunden  | 2 juli 2024 | Nuvarande |
| Minister för hälsa, välfärd och idrott                  | Fleur Agema      | Fleur Agema      | PVV      | 2 juli 2024 | Nuvarande |
| Minister för klimatpolitik och grön tillväxt            | Sophie Hermans   | Sophie Hermans   | VVD      | 2 juli 2024 | Nuvarande |
| Social- och sysselsättningsminister                     | Eddy van Hijum   | Eddy van Hijum   | NSC      | 2 juli 2024 | Nuvarande |
| Minister för bostäder och fysisk planering              | Mona Keijzer     | Mona Keijzer     | BBB      | 2 juli 2024 | Nuvarande |
| Utrikesminister                                         | Caspar Veldkamp  | Caspar Veldkamp  | NSC      | 2 juli 2024 | Nuvarande |
| Justitie- och säkerhetsminister                         | David van Weel   | David van Weel   | VVD      | 2 juli 2024 | Nuvarande |
| Minister för inrikes- och kungliga relationer           |                  | Judith Uitermark | NSC      | 2 juli 2024 | Nuvarande |
| Utbildnings, kultur- och vetenskapsminister             | Eppo Bruins      | Eppo Bruins      | NSC      | 2 juli 2024 | Nuvarande |
| Finansminister                                          | Eelco Heinen     | Eelco Heinen     | VVD      | 2 juli 2024 | Nuvarande |
| Försvarsminister                                        | Ruben Brekelmans | Ruben Brekelmans | VVD      | 2 juli 2024 | Nuvarande |
| Minister för infrastruktur och vattenförvaltning        |                  | Barry Madlener   | PVV      | 2 juli 2024 | Nuvarande |
| Ekonomiminister                                         |                  | Dirk Beljaarts   | PVV      | 2 juli 2024 | Nuvarande |
| Lantbruks, fiske, livsmedelssäkerhet- och naturminister |                  | Femke Wiersma    | BBB      | 2 juli 2024 | Nuvarande |
| Asyl- och migrationsminister                            | Marjolein Faber  | Marjolein Faber  | PVV      | 2 juli 2024 | Nuvarande |
| Utrikeshandels- och utvecklingsminister                 | Reinette Klever  | Reinette Klever  | PVV      | 2 juli 2024 | Nuvarande |